# Зграда Официрског дома (Београд)
Зграда Официрског дома у Београду, налази су улици Краља Милана 48 и као споменик развоја Београда крајем 19. века представља непокретно културно добро као споменик културе.
Подигнута је 1895. године, по пројекту архитеката Јована Илкића и Милорада Рувидића. Представља разуђен објекат и у основи и у масама, са приземљем и једним спратом. Основни мотив зграде је угаона фасада, која се издваја као кула са кружном основом, на врху завршена шиљатим кубетом изнад кружног улазног вестибила. У наставку вестибила је степениште за спрат, а у десном крилу је велика дворана са галеријом за забаве. Стил у ком је грађевина решена може се назвати закаснелим романтизмом, где су примењени елементи ране ренесансе, уз коришћење рустике на свим површинама, као и двојних прозора повезаним заједничким луком. Оваква форма бифора највише указују на утицај Иликићевог професора Ханзена, односно на неовизантијски стил. Најбогатије декорисан је угаони део. Главна просторија дома је дворана за забаве у десном крилу. Зграда је рестауирана после Другог светског рата, при чему је измењено решење основе.
Официрски дом је изграђен на захтев краља Александра Обреновића, како би се официрима српске војске обезбедило место на ком могу да се окупе и забаве. Зграда Официрског дома, у првобитној намени, захваљујући свом угаоном положају као и карактеристичној архитектури која асоцира на тврђаву, везана је за период снажења српске државе после проглашења краљевине, као и за традицију краја у коме се током 19. века налазио читав низ војних објеката (стара Милошева касарна, Мањеж, Касарна VII пука итд.). Дом је служио за рекреацију официрског кора, одржавање балова и изложби. У време Мајског преврата 1903, завереници су се овде окупили и кренули на двор.
Део зграде је темељно реконструисан 1923. Сала за играње и госте је раније имала 19 са 9 метара, што је увећано на 26 са 10 метара за играње и две галерије за публику од по 3,5 метра. Сала висине 12 метара је имала галерије на два спрата целом дужином. Одвојене су и просторије за случај краљеве посете.
Зграда је уступљена Београдском универзитету 1968. У послератној реконструкцији од 1969. до 1971. године, за потребе Студентског културног центра, измењен је ентеријер, како у структуралном, тако и у обликовном смислу. Некадашњи угаони главни улаз потпуно је затворен, а из Ресавске улице отворен је пространи улаз са холом.